# Stor-Lomtjärnen, Hälsingland
Stor-Lomtjärnen är en sjö i Härjedalens kommun i Hälsingland och ingår i Ljusnans huvudavrinningsområde. Sjön har en area på 0,024 kvadratkilometer och ligger 378,1 meter över havet.

## Delavrinningsområde
Stor-Lomtjärnen ingår i det delavrinningsområde (687755-146017) som SMHI kallar för Mynnar i Vällån. Medelhöjden är 411 meter över havet och ytan är 8,17 kvadratkilometer. Det finns inga avrinningsområden uppströms utan avrinningsområdet är högsta punkten. Vattendraget som avvattnar avrinningsområdet har biflödesordning 4, vilket innebär att vattnet flödar genom totalt 4 vattendrag innan det når havet efter 192 kilometer. Avrinningsområdet består mestadels av skog (69 procent) och sankmarker (24 procent). Avrinningsområdet har 0,12 kvadratkilometer vattenytor vilket ger det en sjöprocent på 1,4 procent.